# ユルゲン・ロロフ
ユルゲン・ロロフ（ドイツ語:  Jürgen Roloff , 1930年9月29日 現在ポーランド領オポーレ- 2004年2月21日エアランゲン ）はドイツの福音主義(ルター派)神学者。エアランゲン大学の「新約聖書学」教授。

## 経歴
ユルゲン・ロロフはドイツ領であったシュレージエン地方のオペルン市で1930年に生まれた。彼の父はドイツ国営鉄道に勤めていたため、子供時代は父の転勤で様々な土地で過ごしたが、ポンメルン地方で過ごすことが多かった。第2次世界大戦後、家族と共にバイエルン州ミュンヘンに移住した。ロロフはアビトゥーア(大学入学資格試験)に合格後、ミュンヘン大学、エアランゲン大学、ハイデルベルク大学、ノイエンデッテルザウ神学大学等で哲学や福音主義神学を学び、その後ルター派世界連盟の奨学金を得てシカゴで学んだ。1958年から1961年までジュネーブにあるルター派世界連盟の神学担当協力者を務めた。ハンブルク大学人文科学学部福音主義神学科の学術助手に在任中の1963年に神学博士号を授与され、1967年に『新約聖書』研究で大学教授資格ハビリタツィオンを取得。その後、ハンブルク大学で大学教授資格未修得枠教授職に就任した。
1973年から退職時までエアランゲン大学で「新約聖書学」担当の教授に在任した。その間、ユルゲン・ロロフはゲッティンゲン大学(1981年)とハンブルク大学からの教授職招聘を辞退している。1992年以降、バイエルン科学アカデミーの会員だった。同様に長年に渡ってバイエルン福音ルター派教会総会に神学部代表として出席していた。

## 神学
ユルゲン・ロロフは存命時において重要な聖書釈義家の一人と見なされていた。彼の『新約聖書』理解には世界中から大きな賞賛が寄せられた。ロロフの神学的恩師はミュンヘン大学福音主義神学部教授のレオナルド・ゴッペルトであった。その当時支配的だったルドルフ・ブルトマン学派のケリュグマ神学とは一線を画していたゴッペルトの神学的立場をロロフは明確に意識して引き継いだ。同時に、『新約聖書』の宣教に関して史的イエスもしくはナザレのイエスという意味づけを強調する神学的傾向にも同意しなかった。生誕60歳記念論文集に収録されている論文「教会における聖書釈義上の責任」(Exegetische Verantwortung in der Kirche)において、ロロフは『新約聖書』釈義に際して教会論的問題提起を何よりも優先すると記述している。ロロフの抜き出ている強みは複雑な事象を明瞭な簡潔な言葉で分かり易く説明できることにあった。注目すべき見解が彼の著作において常に明らかにされた。学生たちや神学部の同僚たちと交流を持ち、彼は常に学問的な停滞を克服していた。
学位(神学博士号)請求論文「使徒職-宣教-教会」(Apostolat – Verkündigung – Kirche)において、ロロフは原始キリスト教会の使徒職の起源と特質を熟考していた。すでにこの論文においてロロフの関心は原始キリスト教会(初代教会)の教会論へと明確に向けられていた。原始キリスト教会(初代教会)における教会論が彼の主要研究テーマであった。同様に、彼の研究方向を決めた論文「共同体における救い、原始キリスト教会における主の聖餐におけるコミュニケーション要素」(Heil als Gemeinschaft. Kommunikative Faktoren im urchristlichen Herrenmahl)も重要である。1970年に刊行された大学教授資格ハビリタツィオン申請論文「ケリュグマとこの世のイエス」(Das Kerygma und der irdische Jesus)で、原始キリスト教会のケリュグマとこの世のイエスとの関係について白熱していた当時の議論に参加したのであった。
イエスの教えと人となりに関する歴史的回想がイエス自身に辿ることの出来ない文言であっても、福音書伝承に反映されていることをロロフはその論文で立証した。ロロフによると、原始教会のケリュグマは常にこの世のイエスの歴史的人物像そのものを主題にしており、イエスは ルドルフ・ブルトマンが語るような前提的存在ではないのである。
エアランゲン大学における「新約聖書学」の教授職招聘後に、ロロフは未刊のままであった神学書を出版した。続いて彼は「使徒行伝」 (Die Apostelgeschichte; NTD 5, 2. Auflage)、「ヨハネ黙示録」 (Die Offenbarung des Johannes; 3. Aufl)、「テモテへの手紙第一」 (Der erste Brief an Timotheus; EKK XV)の注解書を著した。これらの注解書は後に基本的文献として評価された。「テモテへの手紙第一」の彼の注解書はいわゆる牧会書簡の新教側の聖書解釈において注目すべき転換を示していた。牧会書簡は十二使徒後の時代において必要不可欠な文書として、原始キリスト教会共同体をまとめるために書かれ、キリスト教神学の初期カトリシズム的堕落ではないことをロロフはそこで明らかにした。初期カトリシズム的堕落という表現は福音主義教会側の聖書釈義家たちが数十年前から頻繁にこの書簡に与えてきた見解であった。ロロフはマタイ福音書の注解書を出版するために研究執筆を続けていたが未完成に終わった。
ロロフの教育活動に関する優れた手腕は『新約聖書』に関する入門書において発揮された。彼の多くの著書は版を重ね、多くの神学部学生たちの机に置かれていた。聖書釈義方法論(本文批評、様式史等)における実践的指導によって「共観福音書」、「ヨハネ福音書」、「パウロ書簡」の領域から実際のいくつかの研究主題を聖書釈義家は見出すのである。その対象領域において新約聖書諸文書の中でもとりわけ重要な働きが認められるからである。結論的にはキリスト教信仰の実践における中心的テーマである復活、洗礼、聖餐は新約聖書の特定個所で記述されているだけである。ロロフは聖書釈義での中心的問いに関心を持つ者たちを信頼したため、『新約聖書入門』(Einführung in das Neue Testament)と、とりわけイエス研究書である『イエス』(Jesus)は非神学的な方向性を持って記述されている。
大学教員としてロロフは『新約聖書』における教会論をテーマにした数多くの講義や演習をおこなった。このような日頃の教育研究活動が主著『新約聖書における教会』(Die Kirche im Neuen Testament)に結実した。この著書は『新約聖書』における教会理解の成立と発展に注目した上で、イエス自身に見られる含蓄に満ちた教会論から論述を開始し、パウロの教会理解を経由して使徒後の時代における多様な教会論まで取り上げている。神学と教会を結合させるロロフの尽力した教会論の論述は今日スタンダードとして評価されている。

## 著作
- Apostolat – Verkündigung – Kirche. Ursprung, Inhalt und Funktion des kirchlichen Apostelamtes nach Paulus, Lukas und den Pastoralbriefen; Gütersloh 1965.
- Das Markusevangelium als Geschichtsdarstellung; EvTh 27 (1969), S. 73–93.
- Das Kerygma und der irdische Jesus, Historische Motive in den Jesus-Erzählungen der Evangelien; 2. Auflage, Göttingen 1973. ISBN 3-525-53532-5
- Heil als Gemeinschaft. Kommunikative Faktoren im urchristlichen Herrenmahl; in: P. Cornehl u. a. (Hrsg.): Gottesdienst und Öffentlichkeit. Theorie und Didaktik neuer Kommunikation; Hamburg 1970 (Konkretionen 8), S. 88–117.
- Die Apostelgeschichte; NTD 5, 2. Auflage Göttingen und Zürich 1988. ISBN 3-525-51361-5
- Der erste Brief an Timotheus; EKK XV, Zürich 1988. ISBN 3-7887-1282-1
- Exegetische Verantwortung in der Kirche. Aufsätze; hrsg. von M. Karrer; Göttingen 1990. ISBN 3-525-58155-6
- Die Kirche im Neuen Testament; GNT, NTD.E 10; Göttingen 1993. ISBN 3-525-51377-1
- Neues Testament; 7., vollst. überarb. Aufl.; Neukirchen-Vluyn 1999. ISBN 3-7887-1742-4
- Die Offenbarung des Johannes; 3. Aufl., Zürich 2001. ISBN 3-290-14735-5
- Jesus; 4., durchgesehene Aufl., München 2007. ISBN 978-3-406-44742-6
- Einführung in das Neue Testament; Reclam (Reclam Wissen); Bibliographisch erneuerte Ausgabe; Stuttgart 2003. ISBN 3-15-009413-5
- Jesu Gleichnisse im Matthäusevangelium: ein Kommentar zu Mt 13,1–52; hrsg. von Helmut Kreller und Rainer Oechslen; Neukirchen-Vluyn 2005. ISBN 3-7887-2109-X

日本語訳
- 『イエス:時代・生涯・思想』嶺重淑・A.ルスターホルツ訳、教文館、2011年。ISBN 978-4-7642-6689-6